# Lotus Software
Lotus Software (do 1995 jako Lotus Development Corporation) – amerykańskie przedsiębiorstwo informatyczne z siedzibą w Cambridge, założone w 1981 roku przez Mitcha Kapora. W 1995 roku zakupione przez IBM, a w 2018 przejęte przez HCLTech.

## Lotus Development Corporation
Pierwszym wielkim sukcesem przedsiębiorstwa było opracowanie arkusza kalkulacyjnego Lotus 1-2-3 dla komputerów klasy PC, który wyrugował z rynku Multiplan i stał się na długie lata standardem w tej kategorii oprogramowania.
Pod koniec lat 80. pojawiły się inne produkty – w 1989 roku oprogramowanie do pracy grupowej Lotus Notes i w 1990 roku przejęty od firmy Samna edytor AmiPro (później Word Pro), który do chwili pojawienia się Worda i WordPerfecta dla Windows był czołowym programem dla tego środowiska.

## Lotus Software
W 1995 roku przedsiębiorstwo zostało przejęte przez IBM i od tej pory działała jako jedna z jego marek, oferując w dalszym ciągu aplikacje biurowe. W 2018 roku została przejęta przez HCLTech.
Produkty Lotus Software:
- Lotus Symphony
- Lotus Notes
- Lotus Domino Server
- Lotus Domino Designer
- Lotus Sametime
- Lotus QuickPlace
- Lotus Domino WorkFlow
- Lotus LearningSpace
- Lotus Domino.Doc